# NECAB2
NECAB2 (англ. N-terminal EF-hand calcium binding protein 2) – білок, який кодується однойменним геном, розташованим у людей на короткому плечі 16-ї хромосоми. Довжина поліпептидного ланцюга білка становить 386 амінокислот, а молекулярна маса — 43 194.
| 10         |  | 20         |  | 30         |  | 40         |  | 50         |
| ---------- |  | ---------- |  | ---------- |  | ---------- |  | ---------- |
| MCERAARLCR |  | AGAHRLLREP |  | PQQGRALGGL |  | LRWVGARMGE |  | PRESLAPAAP |
| ADPGPASPRG |  | GTAVILDIFR |  | RADKNDDGKL |  | SLEEFQLFFA |  | DGVLNEKELE |
| DLFHTIDSDN |  | TNHVDTKELC |  | DYFVDHMGDY |  | EDVLASLETL |  | NHSVLKAMGY |
| TKKVYEGGSN |  | VDQFVTRFLL |  | KETANQIQSL |  | LSSVESAVEA |  | IEEQTSQLRQ |
| NHIKPSHSAA |  | QTWCGSPTPA |  | SAPNHKLMAM |  | EQGKTLPSAT |  | EDAKEEGLEA |
| QISRLAELIG |  | RLESKALWFD |  | LQQRLSDEDG |  | TNMHLQLVRQ |  | EMAVCPEQLS |
| EFLDSLRQYL |  | RGTTGVRNCF |  | HITAVRLSDG |  | FTFVIYEFWE |  | TEEAWKRHLQ |
| SPLCKAFRHV |  | KVDTLSQPEA |  | LSRILVPAAW |  | CTVGRD     |  |            |

A: Аланін

C: Цистеїн

D: Аспарагінова кислота

E: Глутамінова кислота

F: Фенілаланін

G: Гліцин

H: Гістидин

I: Ізолейцин

K: Лізин

L: Лейцин

M: Метіонін

N: Аспарагін

P: Пролін

Q: Глутамін

R: Аргінін

S: Серин

T: Треонін

V: Валін

W: Триптофан

Задіяний у такому біологічному процесі, як альтернативний сплайсинг. 
Білок має сайт для зв'язування з іонами металів, іоном кальцію. 
Локалізований у клітинній мембрані, цитоплазмі, мембрані, клітинних відростках.